# A.I. (sang)
 For alternative betydninger, se A.I.. (Se også artikler, som begynder med A.I.)
A.I. (omtalt som Artificial Intelligence) er en sang af det amerikanske rockband OneRepublic i samarbejde med den engelske sanger Peter Gabriel. Singlen blev udgivet den 30. september 2016 som en promoveringssingle til bandets fjerde studiealbum, Oh My My, sammen med Future Looks Good, der blev udgivet nogle dage forinden. A.I. er resultatet af et længe ventet samarbejde mellem de to kunstnere, som OneRepublics forsanger, Ryan Tedder, i lang tid havde forsøgt at få stablet på benene. Ryan Tedder har også tidligere omtalt Peter Gabriel som "hans idol", og efter singlens udgivelse tweetede bandet, at de var "utroligt begejstrede" over sangen.